# Салатник

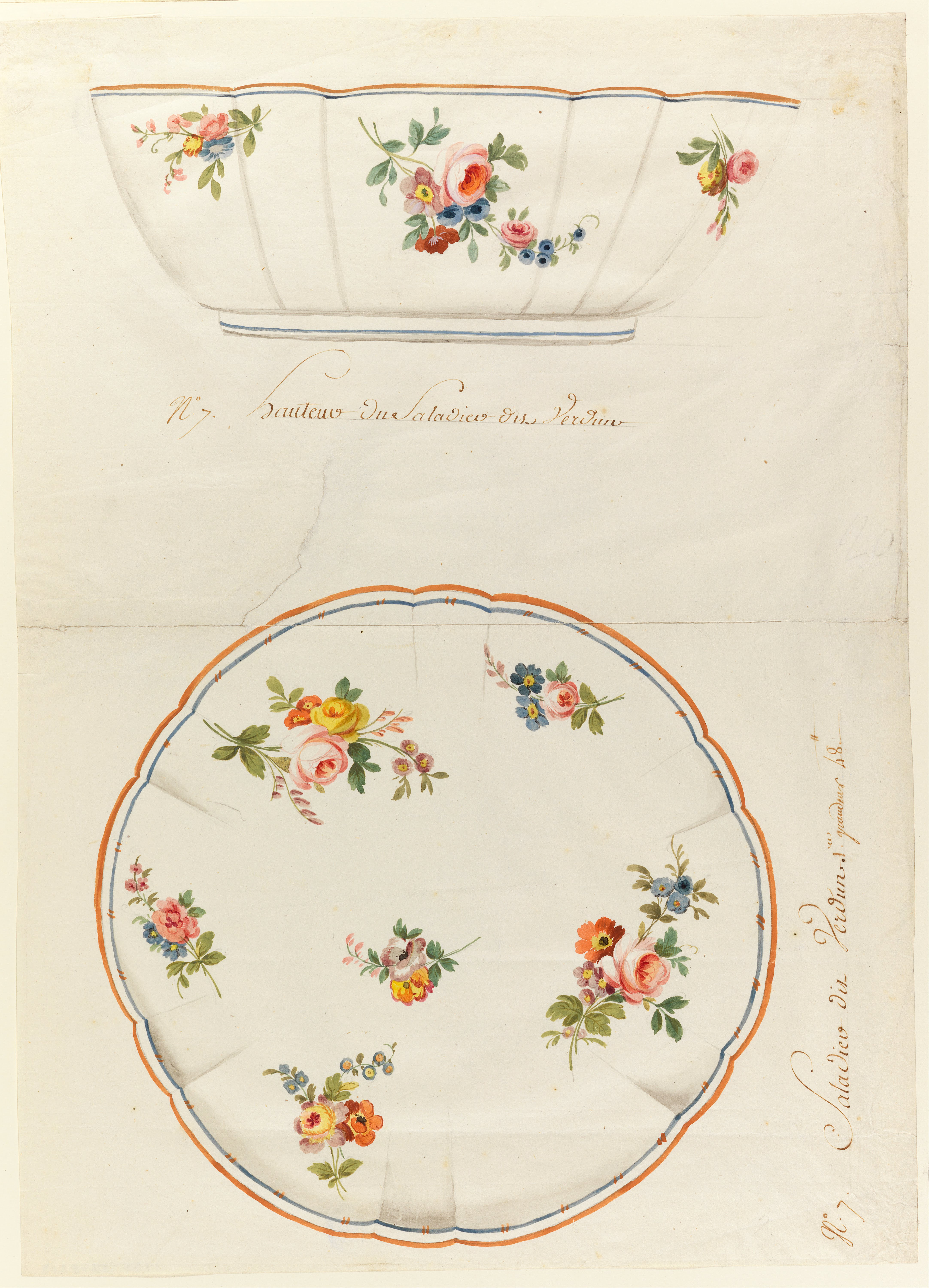
Салатниця (севрська порцеляна)

Сала́тник, сала́тниця — широка посудина з високими стінками, в якій тримають або готують салати. Салатники виготовляють з металу, порцеляни, кераміки або скла і використовують як столовий посуд для подачі салату на стіл. При сервіруванні столу салатник рекомендують ставити в його центрі.

## Опис
Розрізняють посуд для овочів та салатниці («великі та прості» миски): велика салатниця дозволяє ефектну презентацію салату, але її вага ускладнює передачу її у процесі застілля. Округлі форми переважають: кути перешкоджають перемішуванню із заправкою та миттю. У Сполучених Штатах з 1940-х по 1960-ті роки у виданнях з кулінарії просувалася ідея використання салатників із нелакованого дерева. Однак у 60-ті роки кулінарні письменники Майкл Філд і Майк Рой виступали проти дерев'яного салатника, оскільки деревина вбирала заправку для салатів, і олію з неї, яка зберігалася в ній тривалий час і ставала прогірклою, а салати приймали неприємний запах.